# Seznam ras ve Star Treku
Ve světě Star Treku se v průběhu vysílání šesti seriálů a 12 celovečerních filmů objevilo množství mimozemských humanoidních i nehumanoidních ras, jejichž příslušníci tvořili jak hlavní, tak i vedlejší postavy. Zde jsou popsány některé z nich.

## 1–9
| Rasa      | Domovská planeta | Výskyt                                      | Zdroje |
| Rasa      | Popis | Výskyt                                      | Zdroje |
| --------- | --- | ------------------------------------------- | ------ |
| Druh 8472 | tekutý prostor | VOY: „Škorpion“, „Lovci“ a „Z masa a kostí“ | [ 1 ]  |
| Druh 8472 | Federace nezná jméno tohoto druhu, proto používá jeho borgské označení. Při první setkání se tento druh jevil jako ještě nebezpečnější než Borgové díky své schopnosti ničit planety, otrávit svými buňkami nepřítele a díky palebné síle svých biologických lodí. V epizodě „Z masa a kostí“ se však ukázalo, že nemají nepřátelské úmysly a na Federaci útočili jen v domnělé sebeobraně. | VOY: „Škorpion“, „Lovci“ a „Z masa a kostí“ | [ 1 ]  |

## A
| Rasa | Odkazy | Domovská planeta | Výskyt                                   |
| Popis | Popis | Popis | Epizody                                  |
| Aenarové | MA | Andoria |                                          |
| Aenarové jsou příbuzným druhem Andorianů, nebo jak Andoriané říkají, jejich poddruhem. Jak Aenarové, tak Andoriané žijí na ledovém měsíci Andoria, avšak separovaně. V polovině 22. století jejich populace čítala jen několik tisíc jedinců. Stejně jako Andoriané mají také dva tykadlovité orgány na hlavách, jejich kůže je však světlejší, až bílá a jsou zcela slepí. Disponují však telepatickými schopnostmi na velmi pokročilé úrovni, pokročilejšími, než mají například Vulkánci. Telepatie je proto jejich hlavním komunikačním smyslem. Aenarové žijí v severních pustinách měsíce Andoria, kde jsou jejich osady postaveny v podzemí, odkud čerpají geotermální energii. Jsou kryty tlumícím polem, které znemožňuje jejich lokalizaci. Aenarové jsou technologicky vyspělí, ale do vesmíru necestují. Andoriané předpokládají, že by toho ale byli schopni. Jsou to pacifisté. Jejich společnost nemá žádného konkrétního vůdce. Toho dočasně volí jen v případě, jeli to nezbytně nutné. Do 22. století byli považováni za pouhý mýtus, jejich město však bylo roku 2104 objeveno andorijským vědeckým týmem. Od této doby tak Aenarové udržují alespoň minimální kontakt s andorijskou vládou.                                                      | Aenarové jsou příbuzným druhem Andorianů, nebo jak Andoriané říkají, jejich poddruhem. Jak Aenarové, tak Andoriané žijí na ledovém měsíci Andoria, avšak separovaně. V polovině 22. století jejich populace čítala jen několik tisíc jedinců. Stejně jako Andoriané mají také dva tykadlovité orgány na hlavách, jejich kůže je však světlejší, až bílá a jsou zcela slepí. Disponují však telepatickými schopnostmi na velmi pokročilé úrovni, pokročilejšími, než mají například Vulkánci. Telepatie je proto jejich hlavním komunikačním smyslem. Aenarové žijí v severních pustinách měsíce Andoria, kde jsou jejich osady postaveny v podzemí, odkud čerpají geotermální energii. Jsou kryty tlumícím polem, které znemožňuje jejich lokalizaci. Aenarové jsou technologicky vyspělí, ale do vesmíru necestují. Andoriané předpokládají, že by toho ale byli schopni. Jsou to pacifisté. Jejich společnost nemá žádného konkrétního vůdce. Toho dočasně volí jen v případě, jeli to nezbytně nutné. Do 22. století byli považováni za pouhý mýtus, jejich město však bylo roku 2104 objeveno andorijským vědeckým týmem. Od této doby tak Aenarové udržují alespoň minimální kontakt s andorijskou vládou. | Aenarové jsou příbuzným druhem Andorianů, nebo jak Andoriané říkají, jejich poddruhem. Jak Aenarové, tak Andoriané žijí na ledovém měsíci Andoria, avšak separovaně. V polovině 22. století jejich populace čítala jen několik tisíc jedinců. Stejně jako Andoriané mají také dva tykadlovité orgány na hlavách, jejich kůže je však světlejší, až bílá a jsou zcela slepí. Disponují však telepatickými schopnostmi na velmi pokročilé úrovni, pokročilejšími, než mají například Vulkánci. Telepatie je proto jejich hlavním komunikačním smyslem. Aenarové žijí v severních pustinách měsíce Andoria, kde jsou jejich osady postaveny v podzemí, odkud čerpají geotermální energii. Jsou kryty tlumícím polem, které znemožňuje jejich lokalizaci. Aenarové jsou technologicky vyspělí, ale do vesmíru necestují. Andoriané předpokládají, že by toho ale byli schopni. Jsou to pacifisté. Jejich společnost nemá žádného konkrétního vůdce. Toho dočasně volí jen v případě, jeli to nezbytně nutné. Do 22. století byli považováni za pouhý mýtus, jejich město však bylo roku 2104 objeveno andorijským vědeckým týmem. Od této doby tak Aenarové udržují alespoň minimální kontakt s andorijskou vládou. | ENT: Toto jsou cesty…                    |
| | | |                                          |
| Acamariané | MA ST K | Acamar III | TNG                                      |
| Rasa, od níž se část populace odštěpila a žili jako kočovní piráti zvaní Sběrači. Když jim vládla Marouk, nabídla sběračům amnestii a návrat. Výsledek mírových rozhovorů není v epizodě uveden, ovšem komandér Riker překazí jejich sabotáž, když se předáka Rebelů pokusí zabít členka znepřáteleného klanu. | Rasa, od níž se část populace odštěpila a žili jako kočovní piráti zvaní Sběrači. Když jim vládla Marouk, nabídla sběračům amnestii a návrat. Výsledek mírových rozhovorů není v epizodě uveden, ovšem komandér Riker překazí jejich sabotáž, když se předáka Rebelů pokusí zabít členka znepřáteleného klanu. | Rasa, od níž se část populace odštěpila a žili jako kočovní piráti zvaní Sběrači. Když jim vládla Marouk, nabídla sběračům amnestii a návrat. Výsledek mírových rozhovorů není v epizodě uveden, ovšem komandér Riker překazí jejich sabotáž, když se předáka Rebelů pokusí zabít členka znepřáteleného klanu. | TNG: Faktor pomsty                       |
| | | |                                          |
| Akaaliové | MA ST K | Akaalia |                                          |
| Velmi se podobají lidem, liší se pouze dvěma svislými hřebeny na čele. V době návštěvy Enterprise (NX-01) se jejich civilizace nacházela na technologické úrovni srovnatelné se 17. stoletím pozemských dějin. | Velmi se podobají lidem, liší se pouze dvěma svislými hřebeny na čele. V době návštěvy Enterprise (NX-01) se jejich civilizace nacházela na technologické úrovni srovnatelné se 17. stoletím pozemských dějin. | Velmi se podobají lidem, liší se pouze dvěma svislými hřebeny na čele. V době návštěvy Enterprise (NX-01) se jejich civilizace nacházela na technologické úrovni srovnatelné se 17. stoletím pozemských dějin. | ENT: Dítě Štěstěny                       |
| | | |                                          |
| Andoriané | MA ST K | Andoria | TOS TNG DS9 ENT                          |
| Hlavním znakem Andorianů je modrá kůže a dva tykadlům podobné orgány, které jsou pro ně velmi důležité (spolupracují s očima, které jsou barvoslepé a umožňují jim lépe vidět, mají také i receptory zajišťující ostatní smyslové vjemy). Kromě vnitřní kostry podobné té lidské mají také, podobně jako hmyz, exoskelet; ten chrání hlavně končetiny a tělo. Vzhledem k podmínkám, ve kterých žijí, jsou zvyklí na nižší teploty než lidé, naopak v normální pozemské teplotě u nich dochází k dehydrataci. Andoriané se rodí z vajec a dožívají se okolo 180 let. Jejich domovským světem je chladný ledový měsíc Andoria (kde žijí také Aenarové, kteří byli v andoriánské kultuře považováni až do začátku 22. století za mýtus) obíhající plynného obra. Andoriánská města se nacházejí pod jeho povrchem, aby mohla využívat dostatek energie z nitra planety. Andoriané bývali kdysi válečníci, podobně jako Klingoni. Roku 1154 vynalezli warp pohon, na přelomu 20. a 21. století byli ve válce s Vulkánci. Vlastními silami kolonizovali 12 planet. Přesto již v polovině 22. století společně s Vulkánem a Zemí vytvořili koalici, která roku 2161 vyústila ke vzniku Spojené federace planet. Zhruba od této doby jsou tak Andoriáni mírumilovnou rasou. | | |                                          |
| | | |                                          |
| Antikané | MA ST K | Antikán | TNG DS9                                  |
| Pro Antikany je typický zvířecí vzhled obličeje. Jsou to výborní lovci a bojovníci. Živí se syrovým masem. Jejich domovskou planetou je Antikán v systému Beta Renna v kvadrantu Alfa. Jsou členy Spojené federace planet. K prvnímu kontaktu s touto rasou došlo v roce 2360 a o 4 roky později získali členství ve Federaci. Teprve v roce 2365 získali plné členství - museli totiž nejprve vyřešit svůj konflikt s Selaji z planety Selaj, který trval mnoho let. | | |                                          |
| | | |                                          |
| Axanarové | MA ST K | Axanar |                                          |
| Axanarové jsou hermafroditi pocházející z planety Axanar, mají zelenou krev, humanoidní vzhled a dožívají se okolo 400 let. Jejich těla produkují triglobulin podobný lidské mízní tekutině. První kontakt s tímto druhem provedla v roce 2151 loď Enterprise (NX-01), v polovině 23. století došlo k ozbrojenému konfliktu mezi Spojenou federací planet a Axnary, který skončil jejich porážkou a podepsáním mírové smlouvy. | Axanarové jsou hermafroditi pocházející z planety Axanar, mají zelenou krev, humanoidní vzhled a dožívají se okolo 400 let. Jejich těla produkují triglobulin podobný lidské mízní tekutině. První kontakt s tímto druhem provedla v roce 2151 loď Enterprise (NX-01), v polovině 23. století došlo k ozbrojenému konfliktu mezi Spojenou federací planet a Axnary, který skončil jejich porážkou a podepsáním mírové smlouvy. | Axanarové jsou hermafroditi pocházející z planety Axanar, mají zelenou krev, humanoidní vzhled a dožívají se okolo 400 let. Jejich těla produkují triglobulin podobný lidské mízní tekutině. První kontakt s tímto druhem provedla v roce 2151 loď Enterprise (NX-01), v polovině 23. století došlo k ozbrojenému konfliktu mezi Spojenou federací planet a Axnary, který skončil jejich porážkou a podepsáním mírové smlouvy. | ENT: Bojuj nebo uteč, TOS: Vojenský soud |

## B
| Rasa | Odkazy | Domovská planeta | Výskyt                                               |
| Popis | Popis | Popis | Epizody                                              |
| Bajorané | MA ST K | Bajor | TNG DS9                                              |
| Podrobnější informace naleznete v článku Bajorané. | | |                                                      |
| | | |                                                      |
| Bandiové | MA ST K | Deneb IV |                                                      |
| Vzhledově jsou zcela stejní jako lidé. Jejich domovskou planetou je Deneb IV v kvadrantu Alfa, nacházející se 600 světelných let od Země. Jsou členy Federace. Deneb IV je velmi suchý a obloha oranžová, Bandiové žijí jako lidé suchých oblastí. | Vzhledově jsou zcela stejní jako lidé. Jejich domovskou planetou je Deneb IV v kvadrantu Alfa, nacházející se 600 světelných let od Země. Jsou členy Federace. Deneb IV je velmi suchý a obloha oranžová, Bandiové žijí jako lidé suchých oblastí. | Vzhledově jsou zcela stejní jako lidé. Jejich domovskou planetou je Deneb IV v kvadrantu Alfa, nacházející se 600 světelných let od Země. Jsou členy Federace. Deneb IV je velmi suchý a obloha oranžová, Bandiové žijí jako lidé suchých oblastí. | TNG: Střetnutí na Farpointu                          |
| | | |                                                      |
| Benzité | MA K | Benzar |                                                      |
| Pocházejí z planety Benzar v systému Gamma Xertia III v kvadrantu Alfa. Jsou členy Federace. Charakteristikou Benzaru je vysoký obsah benzenu v atmosféře, který Benzité dýchají. Mohou ale přežít i na jiných planetách s nízkým obsahem benzenu, protože sebou nosí malý přístroj, který jim benzen připraví ke vdechnutí. Jsou menší než lidé, jejich kůže je šedá a tvrdá s barevnými skvrnami. Mají menší špičaté uši a vousky poblíž úst. Jsou velmi inteligentní a jsou ochotni i velmi riskovat, aby se dostali k novým vědomostem. Pro tyto vlastnosti jsou to schopní úředníci Federace. | Pocházejí z planety Benzar v systému Gamma Xertia III v kvadrantu Alfa. Jsou členy Federace. Charakteristikou Benzaru je vysoký obsah benzenu v atmosféře, který Benzité dýchají. Mohou ale přežít i na jiných planetách s nízkým obsahem benzenu, protože sebou nosí malý přístroj, který jim benzen připraví ke vdechnutí. Jsou menší než lidé, jejich kůže je šedá a tvrdá s barevnými skvrnami. Mají menší špičaté uši a vousky poblíž úst. Jsou velmi inteligentní a jsou ochotni i velmi riskovat, aby se dostali k novým vědomostem. Pro tyto vlastnosti jsou to schopní úředníci Federace. | Pocházejí z planety Benzar v systému Gamma Xertia III v kvadrantu Alfa. Jsou členy Federace. Charakteristikou Benzaru je vysoký obsah benzenu v atmosféře, který Benzité dýchají. Mohou ale přežít i na jiných planetách s nízkým obsahem benzenu, protože sebou nosí malý přístroj, který jim benzen připraví ke vdechnutí. Jsou menší než lidé, jejich kůže je šedá a tvrdá s barevnými skvrnami. Mají menší špičaté uši a vousky poblíž úst. Jsou velmi inteligentní a jsou ochotni i velmi riskovat, aby se dostali k novým vědomostem. Pro tyto vlastnosti jsou to schopní úředníci Federace. | TNG: Plnoletost, DS9: Loď                            |
| | | |                                                      |
| Betazoidi | MA ST K | Betazed | TNG                                                  |
| Podrobnější informace naleznete v článku Betazoidi. | | |                                                      |
| | | |                                                      |
| Boliané | MA ST K | Bolarus IX |                                                      |
| Jejich mateřskou planetou je Bolarus IX v kvadrantu Alfa. Jsou členy Federace. Pracují pro Hvězdnou flotilu jako vyzvědači. Jejich lebka je podobná lidské. Mají modrou krev a světle modrou kůži. Lebka je rozpůlena vertikálně tlustým výstupkem. Muži jsou plešatí a bez vousů. Dobře se pohybují ve vodě. Jsou velmi přátelští a komunikativní. Mají rádi lidské vlasy a občas požádají o vzorek. | Jejich mateřskou planetou je Bolarus IX v kvadrantu Alfa. Jsou členy Federace. Pracují pro Hvězdnou flotilu jako vyzvědači. Jejich lebka je podobná lidské. Mají modrou krev a světle modrou kůži. Lebka je rozpůlena vertikálně tlustým výstupkem. Muži jsou plešatí a bez vousů. Dobře se pohybují ve vodě. Jsou velmi přátelští a komunikativní. Mají rádi lidské vlasy a občas požádají o vzorek. | Jejich mateřskou planetou je Bolarus IX v kvadrantu Alfa. Jsou členy Federace. Pracují pro Hvězdnou flotilu jako vyzvědači. Jejich lebka je podobná lidské. Mají modrou krev a světle modrou kůži. Lebka je rozpůlena vertikálně tlustým výstupkem. Muži jsou plešatí a bez vousů. Dobře se pohybují ve vodě. Jsou velmi přátelští a komunikativní. Mají rádi lidské vlasy a občas požádají o vzorek. | TNG: Spiknutí, DS9: Vnitřní nepřítel, VOY: Vzpomínka |
| | | |                                                      |
| Boraalané | MA K | Boraal II |                                                      |
| Předindustriální civilizace, jejíž planeta začala být ohrožována vulkanickými změnami. Proto se Nicolai Rozhenko (Worfův adoptivní bratr) rozhodl, že Boraalany přestěhuje na jinou planetu, i když jde o porušení základní směrnice Federace. Během noci, kdy propukla na povrchu bouře, a všichni spali, transportoval obyvatele do simulátoru na Enterprise-D, kde pro ně připravil stejné prostředí. Kapitán Picard proti tomu protestoval, ale usoudil, že teď je již nemůže zabít. Proto je převezl Boraalany na planetu Vacca VI, která se stala jejich novým domovem. Ti neměli ani tušení, že se nachází na úplně jiné planetě. | Předindustriální civilizace, jejíž planeta začala být ohrožována vulkanickými změnami. Proto se Nicolai Rozhenko (Worfův adoptivní bratr) rozhodl, že Boraalany přestěhuje na jinou planetu, i když jde o porušení základní směrnice Federace. Během noci, kdy propukla na povrchu bouře, a všichni spali, transportoval obyvatele do simulátoru na Enterprise-D, kde pro ně připravil stejné prostředí. Kapitán Picard proti tomu protestoval, ale usoudil, že teď je již nemůže zabít. Proto je převezl Boraalany na planetu Vacca VI, která se stala jejich novým domovem. Ti neměli ani tušení, že se nachází na úplně jiné planetě. | Předindustriální civilizace, jejíž planeta začala být ohrožována vulkanickými změnami. Proto se Nicolai Rozhenko (Worfův adoptivní bratr) rozhodl, že Boraalany přestěhuje na jinou planetu, i když jde o porušení základní směrnice Federace. Během noci, kdy propukla na povrchu bouře, a všichni spali, transportoval obyvatele do simulátoru na Enterprise-D, kde pro ně připravil stejné prostředí. Kapitán Picard proti tomu protestoval, ale usoudil, že teď je již nemůže zabít. Proto je převezl Boraalany na planetu Vacca VI, která se stala jejich novým domovem. Ti neměli ani tušení, že se nachází na úplně jiné planetě. | TNG: Domů                                            |
| | | |                                                      |
| Borgové | MA ST K | | TNG VOY                                              |
| Podrobnější informace naleznete v článku Borgové. | | |                                                      |
| | | |                                                      |
| Breenové | MA ST | Breen | DS9                                                  |
| Breenové jsou samotářská a válečnická rasa pocházející z planety Breen v Alfa kvadrantu. Nemají krev ani jiný oběhový systém a jejich mozek je jako u Ferengů rozdělen na čtyři laloky, ale o jejich vzhledu se toho mnoho neví, protože používají helmy a uniformy. Jsou agresivní vůči mnoha okolním rasám, ale například s Ferengy mají dobré obchodní vztahy. Roku 2375 uzavřeli alianci s Dominionem a zaútočili na Zemi. Sehráli podstatnou úlohu také při zničení alianční flotily Federace, Klingonské říše a Romulanského impéria v druhé bitvě u Chin'toky a dalších střetnutích. | | |                                                      |
| | | |                                                      |
| Brekkiané | MA ST K | Brekka |                                                      |
| V systému Delos obývali jednu planetu Brekkiané a druhou Ornarané. 200 let před příletem USS Enterprise-D, když na tehdy vyspělejší Ornaře vypukla nemoc a Ornarané umírali, Brekkiané jim poskytli lék, jenž byl extraktem z rostliny, rostoucí pouze na planetě Brekka. Nebylo ho možné na Ornaře pěstovat. Brekkiané trpěli stejnou chorobou, ale tato látka, felicium, je vyléčila. Ornaranům však neřekli, že je jejich nemoc vyléčena, a zařídili, aby se na feliciu stali Ornarané závislí, a poté celou svou ekonomiku založili na pěstování felicia, jeho zpracování, a následném prodeji Ornaranům, které tím vykořisťovali. Po příletu Enterprise kapitán Picard řešil, zda má tomuto vykořisťování zabránit, čímž by porušil základní směrnici. Nakonec přestalo i bez jejího porušení. | V systému Delos obývali jednu planetu Brekkiané a druhou Ornarané. 200 let před příletem USS Enterprise-D, když na tehdy vyspělejší Ornaře vypukla nemoc a Ornarané umírali, Brekkiané jim poskytli lék, jenž byl extraktem z rostliny, rostoucí pouze na planetě Brekka. Nebylo ho možné na Ornaře pěstovat. Brekkiané trpěli stejnou chorobou, ale tato látka, felicium, je vyléčila. Ornaranům však neřekli, že je jejich nemoc vyléčena, a zařídili, aby se na feliciu stali Ornarané závislí, a poté celou svou ekonomiku založili na pěstování felicia, jeho zpracování, a následném prodeji Ornaranům, které tím vykořisťovali. Po příletu Enterprise kapitán Picard řešil, zda má tomuto vykořisťování zabránit, čímž by porušil základní směrnici. Nakonec přestalo i bez jejího porušení. | V systému Delos obývali jednu planetu Brekkiané a druhou Ornarané. 200 let před příletem USS Enterprise-D, když na tehdy vyspělejší Ornaře vypukla nemoc a Ornarané umírali, Brekkiané jim poskytli lék, jenž byl extraktem z rostliny, rostoucí pouze na planetě Brekka. Nebylo ho možné na Ornaře pěstovat. Brekkiané trpěli stejnou chorobou, ale tato látka, felicium, je vyléčila. Ornaranům však neřekli, že je jejich nemoc vyléčena, a zařídili, aby se na feliciu stali Ornarané závislí, a poté celou svou ekonomiku založili na pěstování felicia, jeho zpracování, a následném prodeji Ornaranům, které tím vykořisťovali. Po příletu Enterprise kapitán Picard řešil, zda má tomuto vykořisťování zabránit, čímž by porušil základní směrnici. Nakonec přestalo i bez jejího porušení. | TNG: Symbióza                                        |
| | | |                                                      |
| Brenarové | MA | | VOY                                                  |
| Telepatická rasa z Delta kvadrantu. Loď USS Voyager pomohla dvanácti z nich uniknout mimo dosah Devorů. | Telepatická rasa z Delta kvadrantu. Loď USS Voyager pomohla dvanácti z nich uniknout mimo dosah Devorů. | Telepatická rasa z Delta kvadrantu. Loď USS Voyager pomohla dvanácti z nich uniknout mimo dosah Devorů. | VOY: Kontrapunkt                                     |
| | | |                                                      |
| Bynarové | MA K | Bynaus | TNG ENT                                              |
| Pocházejí z planety Bynaus v hvězdném systému Beta Magellan v kvadrantu Alfa. Jsou členy Spojené federace planet. Současný stav této rasy je nejistý, protože se v roce 2364 změnila jedna z hvězd jejich systému v supernovu. Tvarem těla jsou podobní lidem, ale nedorůstají takových výšek. Jejich kůže má fialovou barvu. Ve své hlavě mají synaptický procesor, který je propojuje s centrálním počítačem na Bynausu. Celá jejich civilizace je natolik propojena s centrálním počítačem, že to ovlivnilo nejen vývoj jejich kultury, ale stali se na tom životně závislí. Pokud by došlo k přerušení kontaktu s počítačem, pak dotyčný jedinec velmi záhy umírá. Od tohoto propojení se odvíjí i jejich řeč, která se skládá z vysokofrekvenčních zvuků, díky čemuž mohou sdělovat spoustu informací během krátké doby. Každý jedinec je proto vybaven pomocnou paměťovou jednotkou, do které ukládá přijímané informace a zpracovává je postupně. Nerozlišuje se u nich rod a nemají ani žádnou hierarchii. Pracují a žijí vždy v párech. Jsou velmi dobří v matematice a výpočetních systémech. Hvězdná flotila je často nasazuje na upgrady svých důležitých počítačových systémů. V roce 2364 přešla hvězda jejich systému Beta Magellan v supernovu a následné elektromagnetické impulsy vyřadily z provozu centrální počítač jejich domovského světa. Bynarové to očekávali a pokusily se proto ukrást Enterprise, která představovala jediný mobilní počítač dostatečné kapacity, který byl právě v dosahu. Sem zálohovali data ze svého hlavního počítače a poté co se dostali s Enterprise zpět na svou planetu, reaktivovali hlavní počítač a data nahráli zpět. Nakonec Enterprise vrátili a byli připraveni přijmout trest za své činy. Záchrana jejich planety byla příliš důležitá, než aby riskovali, že jim Federace odmítne pomoc, a proto se uchýlili k této krádeži. K potrestání Bynarů ale pravděpodobně nedošlo (viz epizoda Heslo seriálu Star Trek: Nová generace). | | |                                                      |

## C
| Rasa | Odkazy | Domovská planeta | Výskyt          |
| Popis | Popis | Popis | Epizody         |
| Cairnové | MA ST K | |                 |
| Pocházejí z kvadrantu Alfa a jsou členy Spojené federace planet. Jsou podobní lidem až na větší mozek s lebkou. Ovládají velmi dobře telepatii. Předtím než se setkali s lidmi, komunikovali pouze neverbálně telepaticky. | Pocházejí z kvadrantu Alfa a jsou členy Spojené federace planet. Jsou podobní lidem až na větší mozek s lebkou. Ovládají velmi dobře telepatii. Předtím než se setkali s lidmi, komunikovali pouze neverbálně telepaticky. | Pocházejí z kvadrantu Alfa a jsou členy Spojené federace planet. Jsou podobní lidem až na větší mozek s lebkou. Ovládají velmi dobře telepatii. Předtím než se setkali s lidmi, komunikovali pouze neverbálně telepaticky. | TNG: Temný kout |
| | | |                 |
| Cardassiané | MA ST K | Cardassia Prime | TNG DS9         |
| Podrobnější informace naleznete v článku Cardassiané. | | |                 |

## D
| Rasa | Odkazy | Domovská planeta | Výskyt                         |
| Popis | Popis | Popis | Epizody                        |
| Denobulani | MA ST K | Denobula | ENT                            |
| Denobulani jsou jednou z prvních ras, se kterými Pozemšťané navázali kontakt. Pocházejí z planety Denobula, k jiným rasám jsou přátelští a téměř neustále optimističtí. Nejznámějším příslušníkem Denobulanů je zdravotní důstojník doktor Phlox ze seriálu Star Trek: Enterprise. | | |                                |
| | | |                                |
| Devorové | MA K | |                                |
| Mocná rasa z Delta kvadrantu, která se bála telepatů a soustavně je pronásledovala, mimo jiné Brenary. Loď USS Voyager se při průletu Devorským impériem podrobovala ponižujícím prohlídkám, zda na palubě telepaty neukrývá.                                                      | Mocná rasa z Delta kvadrantu, která se bála telepatů a soustavně je pronásledovala, mimo jiné Brenary. Loď USS Voyager se při průletu Devorským impériem podrobovala ponižujícím prohlídkám, zda na palubě telepaty neukrývá. | Mocná rasa z Delta kvadrantu, která se bála telepatů a soustavně je pronásledovala, mimo jiné Brenary. Loď USS Voyager se při průletu Devorským impériem podrobovala ponižujícím prohlídkám, zda na palubě telepaty neukrývá. | VOY: Kontrapunkt               |
| | | |                                |
| Dopteriané | MA ST K | |                                |
| Dopteriáné jsou humanoidní rasa menší než lidé, vzdáleně příbuzná Ferengům. Jsou vzhledově téměř totožní s Kobheeriany, ale mají ferengský nos. Mají pověst bezohledné a chamtivé rasy.                                                                                            | Dopteriáné jsou humanoidní rasa menší než lidé, vzdáleně příbuzná Ferengům. Jsou vzhledově téměř totožní s Kobheeriany, ale mají ferengský nos. Mají pověst bezohledné a chamtivé rasy.                                       | Dopteriáné jsou humanoidní rasa menší než lidé, vzdáleně příbuzná Ferengům. Jsou vzhledově téměř totožní s Kobheeriany, ale mají ferengský nos. Mají pověst bezohledné a chamtivé rasy.                                       | TNG: Prvorozený, DS9: Opuštěný |

## E
| Rasa | Odkazy | Domovská planeta | Výskyt                         |
| Popis | Popis | Popis | Epizody                        |
| El-Auriané | ST K | |                                |
| Rasa pocházející ze systému vzdáleného stovky světelných let od hranic Federace. Jejich domovskou planetu napadli okolo roku 2265 Borgové a téměř všechny její obyvatelé asimilovali, hrstka přeživších se poté rozprchla po celé Galaxii. Po fyzické stránce se neliší od lidí, ale mají pravděpodobně jiné vnímání času (viz epizoda TNG:Enterprise včerejška) a mohou se tak dožít několika stovek let podle lidských měřítek. Mezi známé El-Auriany patří Guinan z lodě Enterprise-D nebo doktor Tolian Soran z filmu Star Trek: Generace. | Rasa pocházející ze systému vzdáleného stovky světelných let od hranic Federace. Jejich domovskou planetu napadli okolo roku 2265 Borgové a téměř všechny její obyvatelé asimilovali, hrstka přeživších se poté rozprchla po celé Galaxii. Po fyzické stránce se neliší od lidí, ale mají pravděpodobně jiné vnímání času (viz epizoda TNG:Enterprise včerejška) a mohou se tak dožít několika stovek let podle lidských měřítek. Mezi známé El-Auriany patří Guinan z lodě Enterprise-D nebo doktor Tolian Soran z filmu Star Trek: Generace. | Rasa pocházející ze systému vzdáleného stovky světelných let od hranic Federace. Jejich domovskou planetu napadli okolo roku 2265 Borgové a téměř všechny její obyvatelé asimilovali, hrstka přeživších se poté rozprchla po celé Galaxii. Po fyzické stránce se neliší od lidí, ale mají pravděpodobně jiné vnímání času (viz epizoda TNG:Enterprise včerejška) a mohou se tak dožít několika stovek let podle lidských měřítek. Mezi známé El-Auriany patří Guinan z lodě Enterprise-D nebo doktor Tolian Soran z filmu Star Trek: Generace. | TNG: Prvorozený, DS9: Opuštěný |
| | | |                                |
| Elaysiané | MA ST K | | DS9                            |
| Jsou podobní lidem, ale liší se vystouplým čelem jako Klingoni, i když v mnohem menším měřítku. S Federací mají dobré vztahy, ale kvůli nízké gravitaci jejich planety nejsou schopni se pohybovat v pro lidi normálním prostředí, takže prvním členem Flotily se stala až Melora Pazlar v druhé polovině 24. století. | Jsou podobní lidem, ale liší se vystouplým čelem jako Klingoni, i když v mnohem menším měřítku. S Federací mají dobré vztahy, ale kvůli nízké gravitaci jejich planety nejsou schopni se pohybovat v pro lidi normálním prostředí, takže prvním členem Flotily se stala až Melora Pazlar v druhé polovině 24. století. | Jsou podobní lidem, ale liší se vystouplým čelem jako Klingoni, i když v mnohem menším měřítku. S Federací mají dobré vztahy, ale kvůli nízké gravitaci jejich planety nejsou schopni se pohybovat v pro lidi normálním prostředí, takže prvním členem Flotily se stala až Melora Pazlar v druhé polovině 24. století. | DS9: Melora                    |

## F
| Rasa                                                | Odkazy  | Domovská planeta | Výskyt  |
| Popis                                               | Popis   | Popis            | Epizody |
| Ferengové                                           | MA ST K | Ferenginar       |         |
| Podrobnější informace naleznete v článku Ferengové. |         |                  |         |

## G
| Rasa | Odkazy | Domovská planeta | Výskyt                              |
| Popis | Popis | Popis | Epizody                             |
| Gornové | MA ST K | |                                     |
| Ještěrovitý druh se zelenou kůží chodící pod zadních končetinách, oproti lidem jsou silnější a odolnější, ale velmi pomalí. Po technologické stránce jde o vyspělý druh, žijí v organizaci zvaná Gornská hegemonie a jsou velmi teritoriální, což zapříčinilo jejich útok na federační kolonii na planetě Cestus III v roce 2267. V zrcadlovém vesmíru se Terrané s Gorny setkali již v roce 2154, když posádka ISS Enterprise ukradla Tholianům USS Defiant. | Ještěrovitý druh se zelenou kůží chodící pod zadních končetinách, oproti lidem jsou silnější a odolnější, ale velmi pomalí. Po technologické stránce jde o vyspělý druh, žijí v organizaci zvaná Gornská hegemonie a jsou velmi teritoriální, což zapříčinilo jejich útok na federační kolonii na planetě Cestus III v roce 2267. V zrcadlovém vesmíru se Terrané s Gorny setkali již v roce 2154, když posádka ISS Enterprise ukradla Tholianům USS Defiant. | Ještěrovitý druh se zelenou kůží chodící pod zadních končetinách, oproti lidem jsou silnější a odolnější, ale velmi pomalí. Po technologické stránce jde o vyspělý druh, žijí v organizaci zvaná Gornská hegemonie a jsou velmi teritoriální, což zapříčinilo jejich útok na federační kolonii na planetě Cestus III v roce 2267. V zrcadlovém vesmíru se Terrané s Gorny setkali již v roce 2154, když posádka ISS Enterprise ukradla Tholianům USS Defiant. | TOS: Aréna, ENT: V zemi za zrcadlem |

## J
| Rasa | Odkazy | Domovská planeta | Výskyt            |
| Popis | Popis | Popis | Epizody           |
| Jem'Hadarové | MA ST K | | DS9               |
| Z hesla „Jem'Hadarové“ sem vede přesměrování; možná hledáte článek Jem'Hadarové (Star Trek). Jem'Hadarové jsou geneticky vyšlechtěná válečnická rasa, jako obávaní vojáci slouží výhradně Dominionu a Tvůrcům. Žijí krátce, kvůli poslušnosti jsou závislí na droze ketracel bílý a v genetickém kódu mají zakódováno, že Tvůrci jsou bohové. Jejich heslo je „vítězství je život“. | Z hesla „Jem'Hadarové“ sem vede přesměrování; možná hledáte článek Jem'Hadarové (Star Trek). Jem'Hadarové jsou geneticky vyšlechtěná válečnická rasa, jako obávaní vojáci slouží výhradně Dominionu a Tvůrcům. Žijí krátce, kvůli poslušnosti jsou závislí na droze ketracel bílý a v genetickém kódu mají zakódováno, že Tvůrci jsou bohové. Jejich heslo je „vítězství je život“. | Z hesla „Jem'Hadarové“ sem vede přesměrování; možná hledáte článek Jem'Hadarové (Star Trek). Jem'Hadarové jsou geneticky vyšlechtěná válečnická rasa, jako obávaní vojáci slouží výhradně Dominionu a Tvůrcům. Žijí krátce, kvůli poslušnosti jsou závislí na droze ketracel bílý a v genetickém kódu mají zakódováno, že Tvůrci jsou bohové. Jejich heslo je „vítězství je život“. | DS9: Jem'Hadarové |

## K
| Rasa | Odkazy | Domovská planeta | Výskyt                                   |
| Popis | Popis | Popis | Epizody                                  |
| Karemmové | MA K | Karemma |                                          |
| Karemmové jsou humanoidní rasa, která se od lidí liší hlavně kostěným vysokým hřebenem na temeni hlavy. Jsou součástí Dominionu, ale v jeho hierarchii nejsou příliš významní a podřizují se Vortům. Záhy po otevření červí díry navázali obchodní s Ferengy. | Karemmové jsou humanoidní rasa, která se od lidí liší hlavně kostěným vysokým hřebenem na temeni hlavy. Jsou součástí Dominionu, ale v jeho hierarchii nejsou příliš významní a podřizují se Vortům. Záhy po otevření červí díry navázali obchodní s Ferengy. | Karemmové jsou humanoidní rasa, která se od lidí liší hlavně kostěným vysokým hřebenem na temeni hlavy. Jsou součástí Dominionu, ale v jeho hierarchii nejsou příliš významní a podřizují se Vortům. Záhy po otevření červí díry navázali obchodní s Ferengy. | DS9: Pravidla zisku                      |
| | | |                                          |
| Klingoni | | Qo'noS |                                          |
| Podrobnější informace naleznete v článku Klingoni. | | |                                          |
| | | |                                          |
| Kzinti | MA ST | |                                          |
| Podrobnější informace naleznete v článku Kzinti.Kzintové jsou humanoidní rasou z planety Kzinti. Vzhledově se velmi podobají pozemské kočkovitým šelmám. Jde o rasu zakládající si hrdě na své masožravosti a proto naprosto pohrdají např. Vulkánci, kteří jsou vegetariáni. Mají velmi zaostalou technologii a proto každý střet s Federací skončil jejich porážkou a mají i zakázáno nosit zbraně, jako třeba phasery. Přesto skupinky, od kterých se jejich vláda distancuje, se snaží získat převahu na svou stranu, ovšem bez valného úspěchu. Jejich samice jsou velmi primitivní, spíše na úrovni zvířat, než myslících tvorů. Někteří jedinci mají telepatické schopnosti. Prvně se vyskytují v TAS epizodě Zbraň Otrokářů. Rasa původně pochází ze knižního světa tzv. Známého vesmíru, který vymyslel a sepsal Larry Niven. Do prostředí Star Treku byla začleněna až dodatečně. | Podrobnější informace naleznete v článku Kzinti.Kzintové jsou humanoidní rasou z planety Kzinti. Vzhledově se velmi podobají pozemské kočkovitým šelmám. Jde o rasu zakládající si hrdě na své masožravosti a proto naprosto pohrdají např. Vulkánci, kteří jsou vegetariáni. Mají velmi zaostalou technologii a proto každý střet s Federací skončil jejich porážkou a mají i zakázáno nosit zbraně, jako třeba phasery. Přesto skupinky, od kterých se jejich vláda distancuje, se snaží získat převahu na svou stranu, ovšem bez valného úspěchu. Jejich samice jsou velmi primitivní, spíše na úrovni zvířat, než myslících tvorů. Někteří jedinci mají telepatické schopnosti. Prvně se vyskytují v TAS epizodě Zbraň Otrokářů. Rasa původně pochází ze knižního světa tzv. Známého vesmíru, který vymyslel a sepsal Larry Niven. Do prostředí Star Treku byla začleněna až dodatečně. | Podrobnější informace naleznete v článku Kzinti.Kzintové jsou humanoidní rasou z planety Kzinti. Vzhledově se velmi podobají pozemské kočkovitým šelmám. Jde o rasu zakládající si hrdě na své masožravosti a proto naprosto pohrdají např. Vulkánci, kteří jsou vegetariáni. Mají velmi zaostalou technologii a proto každý střet s Federací skončil jejich porážkou a mají i zakázáno nosit zbraně, jako třeba phasery. Přesto skupinky, od kterých se jejich vláda distancuje, se snaží získat převahu na svou stranu, ovšem bez valného úspěchu. Jejich samice jsou velmi primitivní, spíše na úrovni zvířat, než myslících tvorů. Někteří jedinci mají telepatické schopnosti. Prvně se vyskytují v TAS epizodě Zbraň Otrokářů. Rasa původně pochází ze knižního světa tzv. Známého vesmíru, který vymyslel a sepsal Larry Niven. Do prostředí Star Treku byla začleněna až dodatečně. | TAS: Nesmrtelný Vulkánec, Zbraň Otrokářů |

## L
| Rasa                                                       | Odkazy | Domovská planeta | Výskyt  |
| Popis                                                      | Popis  | Popis            | Epizody |
| Lidé                                                       |        | Země             |         |
| Podrobnější informace naleznete v článku Lidé (Star Trek). |        |                  |         |

## M
| Rasa | Odkazy | Domovská planeta | Výskyt                         |
| Popis | Popis | Popis | Epizody                        |
| Maluriané | MA K | |                                |
| Malurianská populace čítala čtyři miliardy obyvatel na čtyřech planetách, ale všichni byli vyhlazeni sondou Nomád v roce 2267. Měli šedou šupinatou pokožku a cestovali warpem. | Malurianská populace čítala čtyři miliardy obyvatel na čtyřech planetách, ale všichni byli vyhlazeni sondou Nomád v roce 2267. Měli šedou šupinatou pokožku a cestovali warpem. | Malurianská populace čítala čtyři miliardy obyvatel na čtyřech planetách, ale všichni byli vyhlazeni sondou Nomád v roce 2267. Měli šedou šupinatou pokožku a cestovali warpem. | ENT Civilizace, TOS Podvrženec |
| | | |                                |
| Menkové | MA ST K | Valakis |                                |
| Žijí spolu s vyspělejšími Valakiany na jedné planetě a od lidí se liší pouze výraznějšími kostmi okolo očí. I když jsou podřízeni Valakianům a plní funkci levné pracovní síly, podle doktora Phloxe mají dobrý potenciál k růstu a jednou pravděpodobně své pány předčí. | Žijí spolu s vyspělejšími Valakiany na jedné planetě a od lidí se liší pouze výraznějšími kostmi okolo očí. I když jsou podřízeni Valakianům a plní funkci levné pracovní síly, podle doktora Phloxe mají dobrý potenciál k růstu a jednou pravděpodobně své pány předčí. | Žijí spolu s vyspělejšími Valakiany na jedné planetě a od lidí se liší pouze výraznějšími kostmi okolo očí. I když jsou podřízeni Valakianům a plní funkci levné pracovní síly, podle doktora Phloxe mají dobrý potenciál k růstu a jednou pravděpodobně své pány předčí. | ENT Drahý doktore...           |
| | | |                                |
| Metronové | MA ST K | |                                |
| Pravděpodobně nehmotný a velmi pokročilý druh. V roce 2267 při pronásledování Gornů lodí USS Enterprise (NCC-1701) Metronové nejenže obě plavidla bez problémů znehybnili, ale navíc vytvořili umělý planetoid pro souboj kapitánů obou lodí. V roce 2373 uzavřelo Metronské konsorcium smlouvu s Verilliany, ale není jasné, jak a jestli vůbec je spojeno se samotnými Metrony. | Pravděpodobně nehmotný a velmi pokročilý druh. V roce 2267 při pronásledování Gornů lodí USS Enterprise (NCC-1701) Metronové nejenže obě plavidla bez problémů znehybnili, ale navíc vytvořili umělý planetoid pro souboj kapitánů obou lodí. V roce 2373 uzavřelo Metronské konsorcium smlouvu s Verilliany, ale není jasné, jak a jestli vůbec je spojeno se samotnými Metrony. | Pravděpodobně nehmotný a velmi pokročilý druh. V roce 2267 při pronásledování Gornů lodí USS Enterprise (NCC-1701) Metronové nejenže obě plavidla bez problémů znehybnili, ale navíc vytvořili umělý planetoid pro souboj kapitánů obou lodí. V roce 2373 uzavřelo Metronské konsorcium smlouvu s Verilliany, ale není jasné, jak a jestli vůbec je spojeno se samotnými Metrony. | TOS: Aréna                     |

## N
| Rasa | Odkazy | Domovská planeta | Výskyt                                                       |
| Popis | Popis | Popis | Epizody                                                      |
| Nausicaani | MA ST K | Nausicaa |                                                              |
| V obličeji se podobají Chalnothům nebo Predátorům. Jsou známí násilnickou povahou, velkou silou a impozantní stavbou těla. V první polovině 22. století nechvalně prosluli jako piráti přepadající nákladní lodě Spojené Země, později si začali vydělávat jako nájemní žoldáci nebo osobní strážci. Mladému Jean-Lucovi Picardovi při rvačce Nausicaani probodli srdce. | V obličeji se podobají Chalnothům nebo Predátorům. Jsou známí násilnickou povahou, velkou silou a impozantní stavbou těla. V první polovině 22. století nechvalně prosluli jako piráti přepadající nákladní lodě Spojené Země, později si začali vydělávat jako nájemní žoldáci nebo osobní strážci. Mladému Jean-Lucovi Picardovi při rvačce Nausicaani probodli srdce. | V obličeji se podobají Chalnothům nebo Predátorům. Jsou známí násilnickou povahou, velkou silou a impozantní stavbou těla. V první polovině 22. století nechvalně prosluli jako piráti přepadající nákladní lodě Spojené Země, později si začali vydělávat jako nájemní žoldáci nebo osobní strážci. Mladému Jean-Lucovi Picardovi při rvačce Nausicaani probodli srdce. | ENT Dítě Štěstěny, DS9 Srdce z kamene, TNG Tapiserie a další |

## Q
| Rasa                                                    | Odkazy | Domovská planeta | Výskyt  |
| Popis                                                   | Popis  | Popis            | Epizody |
| Q (Star Trek)                                           |        |                  |         |
| Podrobnější informace naleznete v článku Q (Star Trek). |        |                  |         |

## O
| Rasa | Odkazy | Domovská planeta | Výskyt       |
| Popis | Popis | Popis | Epizody      |
| Ornarané | MA ST K | Ornara |              |
| V systému Delos obývali jednu planetu Brekkiané a druhou Ornarané. 200 let před příletem Enterprise D, když na tehdy vyspělejší Ornaře vypukla nemoc a Ornarané umírali, Brekkiané jim poskytli lék, jenž byl extraktem z rostliny, rostoucí pouze na planetě Brekka. Nebylo ho možné na Ornaře pěstovat. Brekkiané trpěli stejnou chorobou, ale tato látka, felicium, je vyléčila. Ornaranům však neřekli, že je jejich nemoc vyléčena, a zařídili, aby se na feliciu stali Ornarané závislí, a poté celou svou ekonomiku založili na pěstování felicia, jeho zpracování, a následném prodeji Ornaranům, které tím vykořisťovali. Po příletu Enterprise D kapitán Picard řešil, zda má tomuto vykořisťování zabránit, čímž by porušil základní směrnici. Nakonec přestalo i bez jejího porušení. | V systému Delos obývali jednu planetu Brekkiané a druhou Ornarané. 200 let před příletem Enterprise D, když na tehdy vyspělejší Ornaře vypukla nemoc a Ornarané umírali, Brekkiané jim poskytli lék, jenž byl extraktem z rostliny, rostoucí pouze na planetě Brekka. Nebylo ho možné na Ornaře pěstovat. Brekkiané trpěli stejnou chorobou, ale tato látka, felicium, je vyléčila. Ornaranům však neřekli, že je jejich nemoc vyléčena, a zařídili, aby se na feliciu stali Ornarané závislí, a poté celou svou ekonomiku založili na pěstování felicia, jeho zpracování, a následném prodeji Ornaranům, které tím vykořisťovali. Po příletu Enterprise D kapitán Picard řešil, zda má tomuto vykořisťování zabránit, čímž by porušil základní směrnici. Nakonec přestalo i bez jejího porušení. | V systému Delos obývali jednu planetu Brekkiané a druhou Ornarané. 200 let před příletem Enterprise D, když na tehdy vyspělejší Ornaře vypukla nemoc a Ornarané umírali, Brekkiané jim poskytli lék, jenž byl extraktem z rostliny, rostoucí pouze na planetě Brekka. Nebylo ho možné na Ornaře pěstovat. Brekkiané trpěli stejnou chorobou, ale tato látka, felicium, je vyléčila. Ornaranům však neřekli, že je jejich nemoc vyléčena, a zařídili, aby se na feliciu stali Ornarané závislí, a poté celou svou ekonomiku založili na pěstování felicia, jeho zpracování, a následném prodeji Ornaranům, které tím vykořisťovali. Po příletu Enterprise D kapitán Picard řešil, zda má tomuto vykořisťování zabránit, čímž by porušil základní směrnici. Nakonec přestalo i bez jejího porušení. | TNG Symbióza |

## P
| Rasa | Odkazy | Domovská planeta | Výskyt                      |
| Popis | Popis | Popis | Epizody                     |
| Pakledové | MA ST K | neznámá | TNG DS9                     |
| Technologicky méně vyspělá rasa, myšlenkově trochu zaostávající. Touží být "silní", proto kradou vyspělejší technologii ostatních ras.                                                | Technologicky méně vyspělá rasa, myšlenkově trochu zaostávající. Touží být "silní", proto kradou vyspělejší technologii ostatních ras.                                                | Technologicky méně vyspělá rasa, myšlenkově trochu zaostávající. Touží být "silní", proto kradou vyspělejší technologii ostatních ras.                                                | TNG: Nástrahy lékařské péče |
| | | |                             |
| Paradané | MA ST K | Parada |                             |
| Rasa zmítaná občanskou válkou. Kladli velký (až paranoidní) důraz na bezpečnostní opatření při jednání s rebely na stanici Deep Space Nine. Ovládali pokročilé technologie klonování. | Rasa zmítaná občanskou válkou. Kladli velký (až paranoidní) důraz na bezpečnostní opatření při jednání s rebely na stanici Deep Space Nine. Ovládali pokročilé technologie klonování. | Rasa zmítaná občanskou válkou. Kladli velký (až paranoidní) důraz na bezpečnostní opatření při jednání s rebely na stanici Deep Space Nine. Ovládali pokročilé technologie klonování. | DS9: Šepot                  |

## R
| Rasa | Odkazy | Domovská planeta | Výskyt               |
| Popis | Popis | Popis | Epizody              |
| Ramurané | MA K | Ramura |                      |
| Uzavřená rasa, z delta kvadrantu, která se vyhýbá kontaktu s jinými druhy. Pokud ke kontaktu dojde, druhá strana na něho brzy zapomene, protože Ramurané umí mazat záznamy z cizích počítačů a potlačit jejich dlouhodobou paměť. Ramurané netolerují, aby někdo opustil jejich společnost; takového zatknou a vymažou mu vzpomínky na život mimo planetu Ramuranů. | Uzavřená rasa, z delta kvadrantu, která se vyhýbá kontaktu s jinými druhy. Pokud ke kontaktu dojde, druhá strana na něho brzy zapomene, protože Ramurané umí mazat záznamy z cizích počítačů a potlačit jejich dlouhodobou paměť. Ramurané netolerují, aby někdo opustil jejich společnost; takového zatknou a vymažou mu vzpomínky na život mimo planetu Ramuranů. | Uzavřená rasa, z delta kvadrantu, která se vyhýbá kontaktu s jinými druhy. Pokud ke kontaktu dojde, druhá strana na něho brzy zapomene, protože Ramurané umí mazat záznamy z cizích počítačů a potlačit jejich dlouhodobou paměť. Ramurané netolerují, aby někdo opustil jejich společnost; takového zatknou a vymažou mu vzpomínky na život mimo planetu Ramuranů. | VOY: Nezapomenutelná |
| | | |                      |
| Remané | MA ST K | Remus |                      |
| Remané žijí na planetě Remus, která je sesterskou planetou Romulu (domovský svět Romulanů) a jejíž jedna strana je vždy otočena ke slunci. Kvůli extrémním teplotám žijí Remané na odvrácené straně. Byla zde zjištěna přítomnost dilithiových dolů a výroben těžkých zbraní. Ve válce s Dominionem byli využíváni v útočných jednotkách v nejtěžších bojích, proto mají pověst hrozivých válečníků. Sami Remané jsou v hierarchii Impéria považování za nežádoucí kastu. Vrcholné moci dosáhli pod vedením člověka jménem Shinzon z Remu (později prétor Impéria). Ten byl klonem kapitána Jean-Luca Picarda, který byl donucen Shinzona v sebeobraně zabít a odvrátit tak tím i zničení Země. Při těchto okolnostech byla zničena nejsilnější loď Remanů Scimitar. | Remané žijí na planetě Remus, která je sesterskou planetou Romulu (domovský svět Romulanů) a jejíž jedna strana je vždy otočena ke slunci. Kvůli extrémním teplotám žijí Remané na odvrácené straně. Byla zde zjištěna přítomnost dilithiových dolů a výroben těžkých zbraní. Ve válce s Dominionem byli využíváni v útočných jednotkách v nejtěžších bojích, proto mají pověst hrozivých válečníků. Sami Remané jsou v hierarchii Impéria považování za nežádoucí kastu. Vrcholné moci dosáhli pod vedením člověka jménem Shinzon z Remu (později prétor Impéria). Ten byl klonem kapitána Jean-Luca Picarda, který byl donucen Shinzona v sebeobraně zabít a odvrátit tak tím i zničení Země. Při těchto okolnostech byla zničena nejsilnější loď Remanů Scimitar. | Remané žijí na planetě Remus, která je sesterskou planetou Romulu (domovský svět Romulanů) a jejíž jedna strana je vždy otočena ke slunci. Kvůli extrémním teplotám žijí Remané na odvrácené straně. Byla zde zjištěna přítomnost dilithiových dolů a výroben těžkých zbraní. Ve válce s Dominionem byli využíváni v útočných jednotkách v nejtěžších bojích, proto mají pověst hrozivých válečníků. Sami Remané jsou v hierarchii Impéria považování za nežádoucí kastu. Vrcholné moci dosáhli pod vedením člověka jménem Shinzon z Remu (později prétor Impéria). Ten byl klonem kapitána Jean-Luca Picarda, který byl donucen Shinzona v sebeobraně zabít a odvrátit tak tím i zničení Země. Při těchto okolnostech byla zničena nejsilnější loď Remanů Scimitar. | Star Trek: Nemesis   |
| | | |                      |
| Romulané | | Romulus |                      |
| Podrobnější informace naleznete v článku Romulané. | | |                      |

## S
| Rasa | Odkazy | Domovská planeta | Výskyt                                    |
| Popis | Popis | Popis | Epizody                                   |
| Skrreeové | | | DS9                                       |
| Od lidí se liší drsnou kůží a zvláštními účesy. Dlouhou dobu byli otroky T-Rogoranů, po jejich porážce Dominionem odletěli červí dírou do Alfa kvadrantu hledat planetu Kentanna, zemi zaslíbenou. Tou měl být údajně Bajor, ale bajorská prozatímní vláda odmítla jejich požadavky a umístila je na planetu Draylon II. | Od lidí se liší drsnou kůží a zvláštními účesy. Dlouhou dobu byli otroky T-Rogoranů, po jejich porážce Dominionem odletěli červí dírou do Alfa kvadrantu hledat planetu Kentanna, zemi zaslíbenou. Tou měl být údajně Bajor, ale bajorská prozatímní vláda odmítla jejich požadavky a umístila je na planetu Draylon II. | Od lidí se liší drsnou kůží a zvláštními účesy. Dlouhou dobu byli otroky T-Rogoranů, po jejich porážce Dominionem odletěli červí dírou do Alfa kvadrantu hledat planetu Kentanna, zemi zaslíbenou. Tou měl být údajně Bajor, ale bajorská prozatímní vláda odmítla jejich požadavky a umístila je na planetu Draylon II. | DS9: Útočiště                             |
| | | |                                           |
| Sulibani | MA ST K | |                                           |
| Humanoidi se zelenou pokožkou pokrytou množstvím drobných hrbolků. Jsou kočovným národem, protože se jejich domovská planeta stala neobyvatelnou. Jedna ze sulibanských frakcí, Kabala, byla zapletena do Časové studené války.                                                                                          | Humanoidi se zelenou pokožkou pokrytou množstvím drobných hrbolků. Jsou kočovným národem, protože se jejich domovská planeta stala neobyvatelnou. Jedna ze sulibanských frakcí, Kabala, byla zapletena do Časové studené války.                                                                                          | Humanoidi se zelenou pokožkou pokrytou množstvím drobných hrbolků. Jsou kočovným národem, protože se jejich domovská planeta stala neobyvatelnou. Jedna ze sulibanských frakcí, Kabala, byla zapletena do Časové studené války.                                                                                          | ENT: Setkání u Broken Bow, Studená fronta |

## T
| Rasa | Odkazy | Domovská planeta | Výskyt               |
| Popis | Popis | Popis | Epizody              |
| Talosiané | MA ST K | |                      |
| Humanoidní druh podobný lidem, liší se pouze zvětšenou lebkou v oblasti mozku. Jejich fyzické schopnosti jsou velmi omezené, na druhou stranu disponují silnými psychickými vlastnostmi včetně možnosti vytvářet přesvědčivé iluze. | Humanoidní druh podobný lidem, liší se pouze zvětšenou lebkou v oblasti mozku. Jejich fyzické schopnosti jsou velmi omezené, na druhou stranu disponují silnými psychickými vlastnostmi včetně možnosti vytvářet přesvědčivé iluze. | Humanoidní druh podobný lidem, liší se pouze zvětšenou lebkou v oblasti mozku. Jejich fyzické schopnosti jsou velmi omezené, na druhou stranu disponují silnými psychickými vlastnostmi včetně možnosti vytvářet přesvědčivé iluze. | TOS: Klec, Zvěřinec  |
| | | |                      |
| Tholiané | | |                      |
| Podrobnější informace naleznete v článku Tholiané. | | |                      |
| | | |                      |
| Trillové | | Trill | TNG DS9              |
| Humanoidní rasa. Malé procento populace koexistuje s živočišným druhem zvaným symbiont, který je trillovi voperován do břicha. Povaha symbionta a trilla tím splyne. Po smrti trilla je symbion voperován jinému trillovi. V seriálu DS9 hrál významnou roli symbiont Dax; jeho nositelka Jadzia Daxová byla po šest sezón ve velení stanice. | Humanoidní rasa. Malé procento populace koexistuje s živočišným druhem zvaným symbiont, který je trillovi voperován do břicha. Povaha symbionta a trilla tím splyne. Po smrti trilla je symbion voperován jinému trillovi. V seriálu DS9 hrál významnou roli symbiont Dax; jeho nositelka Jadzia Daxová byla po šest sezón ve velení stanice. | Humanoidní rasa. Malé procento populace koexistuje s živočišným druhem zvaným symbiont, který je trillovi voperován do břicha. Povaha symbionta a trilla tím splyne. Po smrti trilla je symbion voperován jinému trillovi. V seriálu DS9 hrál významnou roli symbiont Dax; jeho nositelka Jadzia Daxová byla po šest sezón ve velení stanice. | DS9: Daxová          |
| | | |                      |
| Thasiané | MA ST K | |                      |
| Nehmotný druh oplývající značnými psychokinetickými schopnostmi. Lidé je dlouho považovali za mýtus a legendu, dokud nenavázali kontakt s USS Enterprise 1701. Na jejich domovské planetě Thasus ztroskotala federační loď, ze které přežil pouze malý Charlie Evans právě díky pomoci Thasianů. Ti ho naučili svým schopnostem, ale protože se neuměl kontrolovat, vzali si ho později zpátky. Dá se tedy předpokládat, že schopnosti Thasianů jsou ještě větší.     | Nehmotný druh oplývající značnými psychokinetickými schopnostmi. Lidé je dlouho považovali za mýtus a legendu, dokud nenavázali kontakt s USS Enterprise 1701. Na jejich domovské planetě Thasus ztroskotala federační loď, ze které přežil pouze malý Charlie Evans právě díky pomoci Thasianů. Ti ho naučili svým schopnostem, ale protože se neuměl kontrolovat, vzali si ho později zpátky. Dá se tedy předpokládat, že schopnosti Thasianů jsou ještě větší. | Nehmotný druh oplývající značnými psychokinetickými schopnostmi. Lidé je dlouho považovali za mýtus a legendu, dokud nenavázali kontakt s USS Enterprise 1701. Na jejich domovské planetě Thasus ztroskotala federační loď, ze které přežil pouze malý Charlie Evans právě díky pomoci Thasianů. Ti ho naučili svým schopnostem, ale protože se neuměl kontrolovat, vzali si ho později zpátky. Dá se tedy předpokládat, že schopnosti Thasianů jsou ještě větší. | TOS: Tajemný Charlie |
| | | |                      |
| Tvůrci | MA ST K | | DS9                  |
| Tvůrci (v anglickém originále The Founders, též Měňavci (Changelings), ve starším českém překladu Zakladatelé) je rasa z Gamma kvadrantu řídící impérium zvané Dominion. Jsou tvořeni z tvarově měnitelných enzymů, což jim umožňuje libovolně měnit tvar, ovšem normálně používají humanoidní vzhled. Před dávnými časy zkoumali Galaxii, ale strach ostatních ras z jejich schopností je učinil tajnůstkářskými a nesnášenlivými vůči Trvalcům (pevným humanoidům). | | |                      |

## V
| Rasa | Odkazy | Domovská planeta | Výskyt                |
| Popis | Popis | Popis | Epizody               |
| Valakiané | MA K | Valakis |                       |
| Svou domovskou planetu sdílejí společně s Menky, které intelektuálně a technologicky převyšují, ale stále nevynalezli warp pohon. Valakiané trpí epidemií, na kterou do roku 2149 zemřelo přes 12 milionů obyvatel a která je, podle doktora Phloxe, do 24. století úplně vyhubí. | Svou domovskou planetu sdílejí společně s Menky, které intelektuálně a technologicky převyšují, ale stále nevynalezli warp pohon. Valakiané trpí epidemií, na kterou do roku 2149 zemřelo přes 12 milionů obyvatel a která je, podle doktora Phloxe, do 24. století úplně vyhubí. | Svou domovskou planetu sdílejí společně s Menky, které intelektuálně a technologicky převyšují, ale stále nevynalezli warp pohon. Valakiané trpí epidemií, na kterou do roku 2149 zemřelo přes 12 milionů obyvatel a která je, podle doktora Phloxe, do 24. století úplně vyhubí. | ENT: Drahý doktore... |
| | | |                       |
| Vulkánci | | |                       |
| Podrobnější informace naleznete v článku Vulkánci. | | |                       |

## W
| Rasa | Odkazy | Domovská planeta | Výskyt                   |
| Popis | Popis | Popis | Epizody                  |
| Wadi | MA ST K | |                          |
| Wadi je humanoidní druh z kvadrantu Gamma objevený Vulkánci, stali se první rasou z tohoto prostoru, se kterou Federace navázala První kontakt. Vypadají stejně jako lidé, liší pouze velkým barevným tetováním na čele. Mají rádi hry a soutěžení. | Wadi je humanoidní druh z kvadrantu Gamma objevený Vulkánci, stali se první rasou z tohoto prostoru, se kterou Federace navázala První kontakt. Vypadají stejně jako lidé, liší pouze velkým barevným tetováním na čele. Mají rádi hry a soutěžení. | Wadi je humanoidní druh z kvadrantu Gamma objevený Vulkánci, stali se první rasou z tohoto prostoru, se kterou Federace navázala První kontakt. Vypadají stejně jako lidé, liší pouze velkým barevným tetováním na čele. Mají rádi hry a soutěžení. | DS9: Postupujte k domovu |

## X
| Rasa | Odkazy | Domovská planeta | Výskyt                |
| Popis | Popis | Popis | Epizody               |
| Xindové | MA ST K | | ENT                   |
| Jejich domov je v oblasti Alfa kvadrantu známého pod jménem Delphská oblast. V polovině 22. století zaútočili na Zemi. Xindové jsou velmi nezvyklý druh, skládá se z šesti ras. Všichni jsou však Xindové, vyvinuli se na stejné planetě ve stejnou dobu. Každý tento poddruh má však jiný názor na to, která rasa je nadřazená, či dominantní. Mezi xindské poddruhy patří: - Humanoidní Xindové (nejvíce podobní lidem) - Opovití Xindové (podobní opicím, osrstění) - Ještěrovití Xindové (agresivní poddruh podobný ještěrům) - Insektoidní Xindové (poddruh podobný hmyzu) - Vodní Xindové (snad nejpodivnější poddruh) - Létající Xindové (vyhynulý druh schopný létat) Humanoidní a opovití Xindové jsou spíše mírumilovné druhy. Naopak ještěrovití a insektoidní Xindové jsou značně agresivní a nepřátelští. Vodní poddruh je často nerozhodný, ale velmi vlivný. Kdysi všichni Xindové žili na jedné planetě, ale značné rozdíly a jiný náhled na rozdělení rolí a na to, který druh je dominantní, vedly k řadě neshod, které vyústily až ve války. Není plně jasné, co se stalo, ale nakonec došlo ke zničení domovské planety, a tak i k záhubě létajících Xindů, ale zbývající rasy včas opustily planetu, a tak přežily. Nakonec se Xindové opět sjednotili. Xindové na základě mylného přesvědčení, že je lidé jednou zničí, zaútočili nečekaně na Zemi. Jejich sonda vypálila paprsek, který zničil pás země v délce 4000 kilometrů od Floridy až po Venezuelu. Sonda však byla pouze testem a Xindové stavěli mnohem výkonnější zbraň. Zem nakonec nezničili jen díky posádce Enterprise (NX-01). | | |                       |
| | | |                       |
| Xyrilliané | MA ST K | |                       |
| Lidem podobná rasa, která nedýchá vzduch, ale na kyslíku založenou vysokotlakou atmosféru. Mohou se rozmnožovat pouhým dotykem, nicméně nositelem plodu není žena, ale muž. V polovině 22. století vlastní nejen warp pohon, ale také velmi pokročilou holografickou technologii. | Lidem podobná rasa, která nedýchá vzduch, ale na kyslíku založenou vysokotlakou atmosféru. Mohou se rozmnožovat pouhým dotykem, nicméně nositelem plodu není žena, ale muž. V polovině 22. století vlastní nejen warp pohon, ale také velmi pokročilou holografickou technologii. | Lidem podobná rasa, která nedýchá vzduch, ale na kyslíku založenou vysokotlakou atmosféru. Mohou se rozmnožovat pouhým dotykem, nicméně nositelem plodu není žena, ale muž. V polovině 22. století vlastní nejen warp pohon, ale také velmi pokročilou holografickou technologii. | ENT: Nečekané setkání |